# Božići (Prijedor, BiH)
Božići su naseljeno mjesto u sastavu općine Prijedor, Republika Srpska, BiH.

## Stanovništvo
| Božići             |              |
| godina popisa      | 1991.        |
| Muslimani          | 0            |
| Srbi               | 193 (99,48%) |
| Hrvati             | 0            |
| Jugoslaveni        | 1 (0,52%)    |
| ostali i nepoznato | 0            |
| ukupno             | 194          |